# Kąty Czernickie
Kąty Czernickie (prononciation : [ˈkɔntɨ t͡ʂɛrˈnit͡skʲɛ]) est un village polonais de la gmina de Strachówka dans le powiat de Wołomin de la voïvodie de Mazovie dans le centre-est de la Pologne.
Il se situe à environ 9 kilomètres au sud-ouest de Strachówka (siège de la gmina), 25 kilomètres à l'est de Wołomin (siège du powiat) et à 45 kilomètres à l'est de Varsovie (capitale de la Pologne).

## Histoire
De 1975 à 1998, le village appartenait administrativement à la voïvodie de Siedlce.